# 新帕扎爾
新帕扎爾是位於塞爾維亞西南部的城市。屬拉什卡州。新帕扎爾行政區的人口有92,776人，而市區的人口則有60,638人。新帕扎爾是塞爾維亞波斯尼亞克人的文化中心，也是桑扎克地區最大的都市。

## 名稱
新帕扎爾在奧斯曼帝國統治時期的名稱是Yeni Pazar，意思是「新市場」。這個名稱由來自新帕扎爾在中世紀的名稱Trgovište，在塞爾維亞語中的意思是「市場」。

## 地理

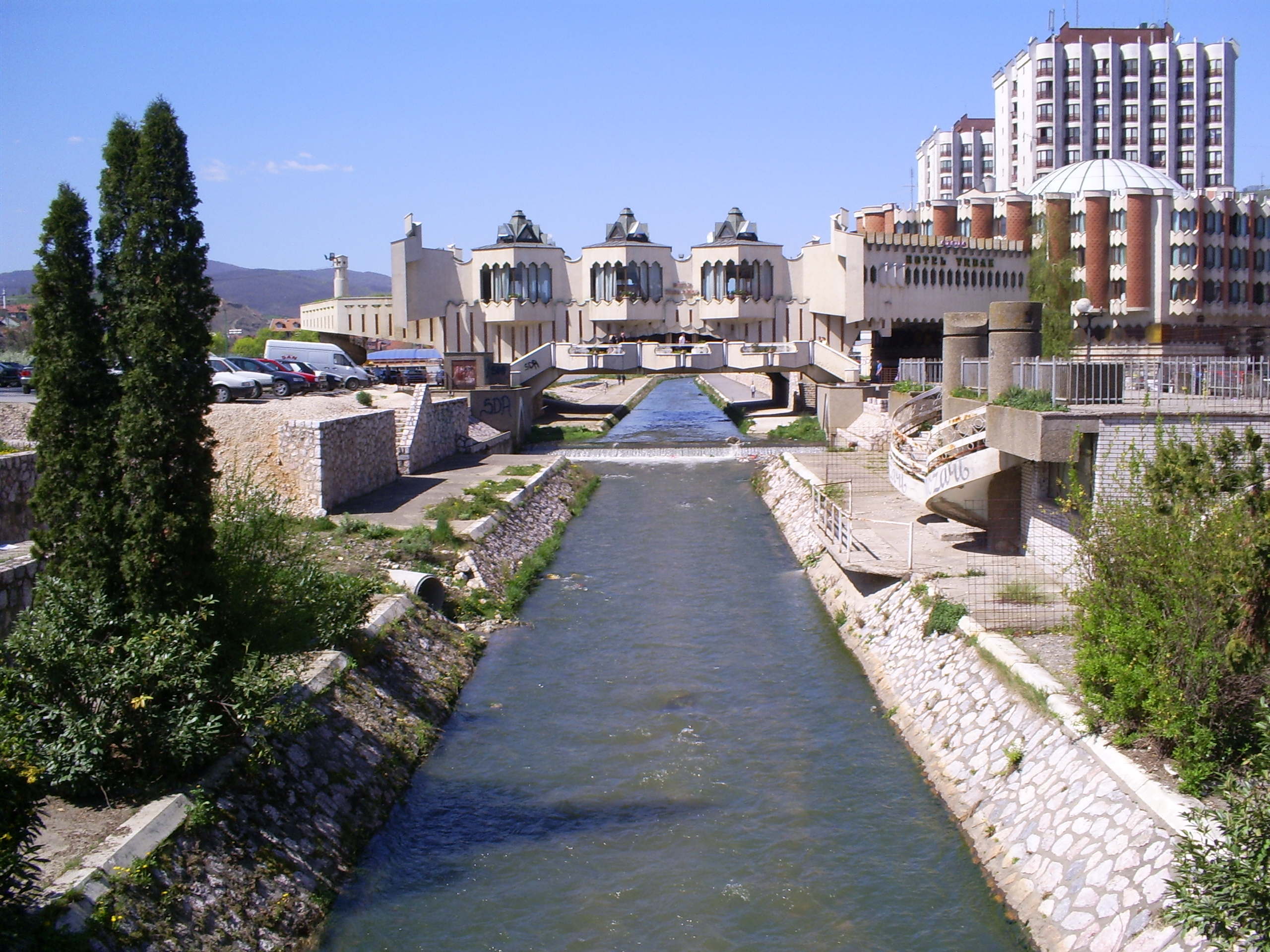
拉什卡河

新帕扎爾是桑扎克地區主要的經濟和文化中心（其次是黑山的比耶洛波列）。城市位於Jošanica山谷之中，拉什卡河等河流穿過城市，附近有戈利亞山、羅戈伊諾山等山峰。新帕扎爾行政區的面積有742 km²，區內有超過100個村莊，規模大都較小，大多數都集中在城市的的附近和山間。其中最大的村莊是穆爾，人口超過3000人。

## 歷史
中世紀時期塞爾維亞的首都斯塔里拉斯（約880-960年）就位於新帕扎爾境內。聖彼得和保羅教堂建於4世紀，位於新帕扎爾附近的山區，是塞爾維亞最早的教堂。在1427年，塞爾維亞王國的統治者杜拉德·布蘭科維奇在荒廢的斯塔里拉斯修建了市場。1439年，奧斯曼土耳其帝國曾佔領這一地區。然而塞爾維亞人又在1444年奪回。在1455年夏天，土耳其人又攻佔了這裡，並將城市的名稱改為土耳其語，稱為Eski Bazar（意為舊市場）。
1461年，伊薩-貝格·伊薩科維奇授予新帕扎爾城市地位，他也創建了薩拉熱窩。新帕扎爾首次在文獻中被提到則是在15世紀。憑藉其出色的地理位置，新帕扎爾是前往杜布羅夫尼克、尼什、索菲亞、君士坦丁堡、薩洛尼卡、薩拉熱窩、貝爾格萊德和布達佩斯等要地的交通樞紐，城市得到了顯著的發展。許多作家都撰寫了關於新帕扎爾的文章，愛維亞·瑟勒比記載在17世紀，新帕扎爾是巴爾幹半島最大的城市之一。
新帕扎爾是在15至20世紀期間是奧斯曼土耳其帝國新帕扎爾桑賈克的首府。科學家魯德·博斯科維奇（1711–1787）的父親尼古拉·博斯科維奇（1642–1721）曾遷居至新帕扎爾，並在這裡度過了他生命的最後幾年。
新帕扎爾在1878年以桑扎克地區的同義詞的名義被收入世界大百科全書，在這一年的柏林會議上，新帕扎爾桑扎克地區被定為特別地區。新帕扎爾桑扎克在1878年至1908年期間由奧匈帝國統治。1908年新帕扎爾又回到奧斯曼帝國的統治，直到1912年第一次巴爾幹戰争為止。第一次世界大戰後，新帕扎爾的重要性急劇下降。

## 人口
據1953年的人口統計，新帕扎爾市的人口有53,331人，民族構成如下。
- 塞爾維亞人（50.38%）
- 土耳其人（21.87%）
- 南斯拉夫人（26.94%）
- 其他（0.83%）

土耳其人和南斯拉夫人幾乎都是波士尼亞克人。在之後的人口普查中，南斯拉夫政府新增了穆斯林人的選項。

### 新帕扎爾市
| 1961 | 27,933 | 47.52% | 23,250 | 39.56% | 1,261 | 2.15% | 543 | .%    | 58,777 |
| 1971 | 25,076 | 38.98% | 37,140 | 57.74% | 183   | 0.28% | 359 | .%    | 64,326 |
| 1981 | 21,834 | 29.51% | 49,769 | 67.26% | 931   | .%    | 295 | .%    | 74,000 |
| 1991 | 19,064 | 22.36% | 64,251 | 75.37% | 700   | 0.82% | 232 | .%    | 85,249 |
| 2002 | 17,599 | 20.46% | 65,593 | 76.27% | 1,599 | 1.86% | 136 | 0.16% | 85,996 |

### 新帕扎爾市區
| 1971 | 5,322 | 17.54% | 24,544 | 80.9%  | 167 | 0.55% | 298 | 0.98% | 28,950 |
| 1981 | 6,689 | 16.28% | 32,798 | 79.8%  | 848 | 2.06% | 246 | 0.6%  | 41,099 |
| 1991 | 6,698 | 12.94% | 43,774 | 84.59% | 575 | 1.11% | 190 | 0.37% | 51,749 |
| 2002 | 6,724 | 12.31% | 46,339 | 84.86% | 904 | 1.66% | 105 | 0.19% | 54,604 |

## 政治
在最近的一次塞爾維亞地方選舉中，新帕扎爾地方議會選舉情況如下：
- 桑扎克民主黨（23）
- 民主行動黨（18）
- Serbian list（6）

新帕扎爾的市長是桑扎克民主黨的邁赫·馬姆托維奇。

## 經濟
新帕扎爾長期是交通樞紐，也是重要的貿易中心。隨著貿易的興盛，傳統手工業也逐漸發達，在20世紀新帕扎爾是一個紡織產業的中心。在1990年代，雖然南斯拉夫受內戰影響而被聯合國制裁，經濟陷入混亂。新帕扎爾卻因其紡織產業多為民營而經濟較為景氣。新帕扎爾生產的牛仔褲在附近地區頗有知名度。然而在進入2000年代后，和景氣的塞爾維亞經濟相對，新帕扎爾的經濟由於面臨進口產品的競爭和紡織業的統合而迅速衰退。

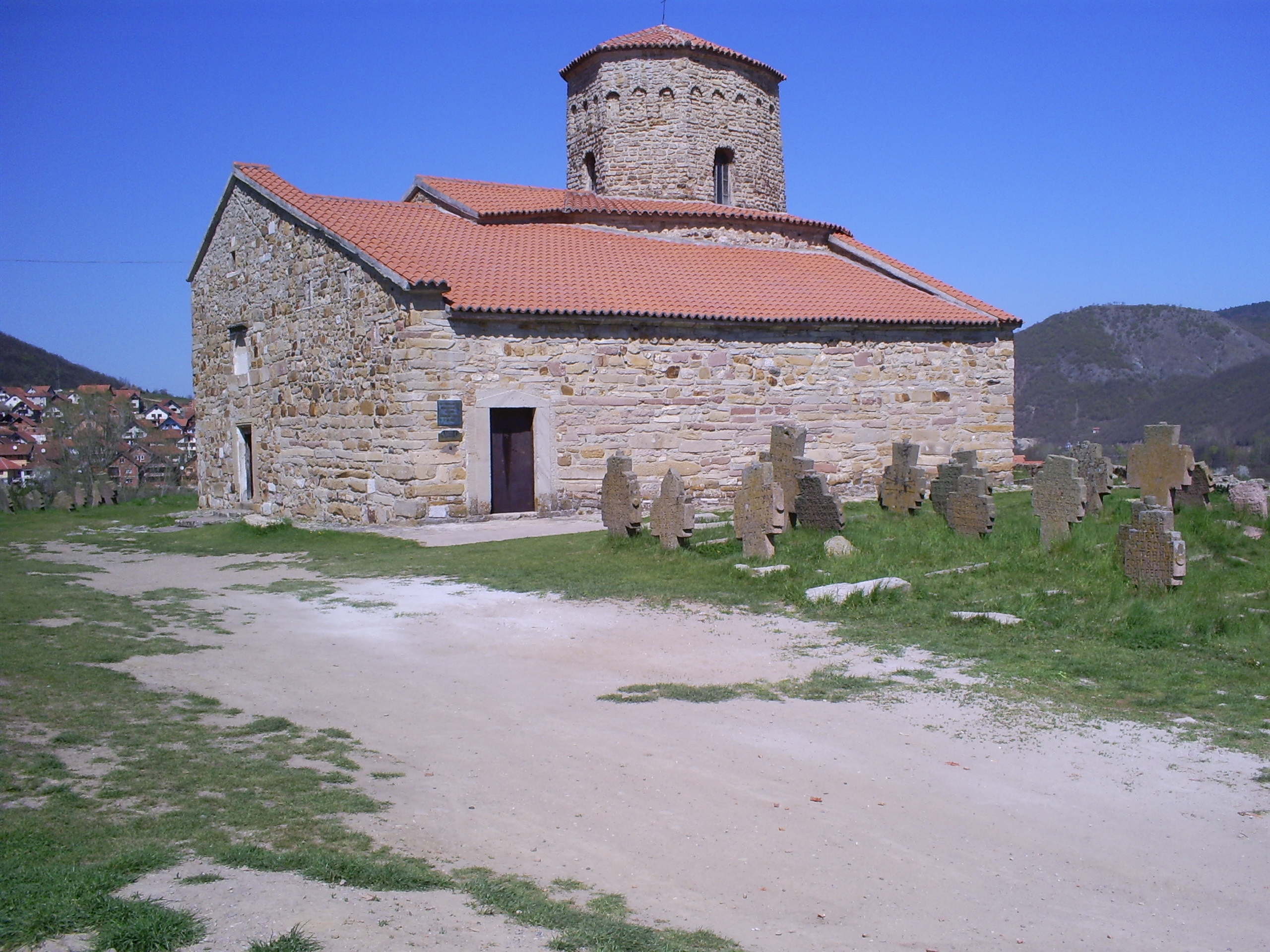
聖彼得教堂

## 文化
新帕扎爾附近的塞爾維亞正教會的索潑查尼修道院在1979年和斯特凡·尼曼雅一世時期中世紀塞爾維亞王國的首都斯塔里拉斯以“斯塔里拉斯和索波查尼”的名義被列入世界文化遺產。建于9世紀的聖彼得教堂也是世界文化遺產。德約維·斯托博維修道院建於12世紀，曾長期是廢墟，在20世紀後期之後得到了修復。新帕扎爾還有巴爾幹半島規模最大的清真寺，建於16世紀。此外，新帕扎爾還有不是奧斯曼帝國時期的建築物，如建于17世紀的隊商旅館和建于15世紀的土耳其浴場和奧斯曼時期的城牆。

## 體育
新帕扎爾是1928年設立的足球俱樂部FK新帕扎爾的主場。在歷史上球隊名曾是FK桑扎克、FK德澤瓦。1962年，球隊和另外一家俱樂部FK拉斯合併，并開始以現在的名稱參加比賽。球場曾參加南斯拉夫的乙級聯賽。FK新帕扎爾曾在1994年和1995年獲得進入升甲級聯賽的附加賽的機會，但未能進入甲級聯賽。是塞爾維亞乙級聯賽中最有歷史的球隊。足球是新帕扎爾最具人氣的體育項目，在比賽時球場常常滿座。手球和籃球也有很多人參加，新帕扎爾是塞爾維亞手球乙級聯賽球隊OK新帕扎爾的主場。馬爾塞德·特坎和阿德姆·利亞伊奇等體育選手是新帕扎爾出身。

## 外部連結
- Official website of Novi Pazar （页面存档备份，存于）
- Tourist organization of Novi Pazar （页面存档备份，存于）
- Novi Pazar: The oriental gem
- Open Forum - Novi Pazar